# ニューオールバニ (インディアナ州)
ニューオールバニ（New Albany）は、アメリカ合衆国インディアナ州南端部に位置する都市。同州フロイド郡の郡庁所在地である。ケンタッキー州ルイビルからオハイオ川を隔てた対岸に位置し、同市の郊外都市となっている。その立地から、近隣のジェファーソンビルやクラークスビルと共に、Sunny Side of Louisville（ルイビルのひなた）改め、SoIN（「南インディアナ」の意）と呼ばれる地域を成している。また、インディアナ大学システムの一角を成すインディアナ大学サウスイースト校が置かれている地でもある。人口は37,841人（2020年国勢調査）。

## 歴史

### 初期

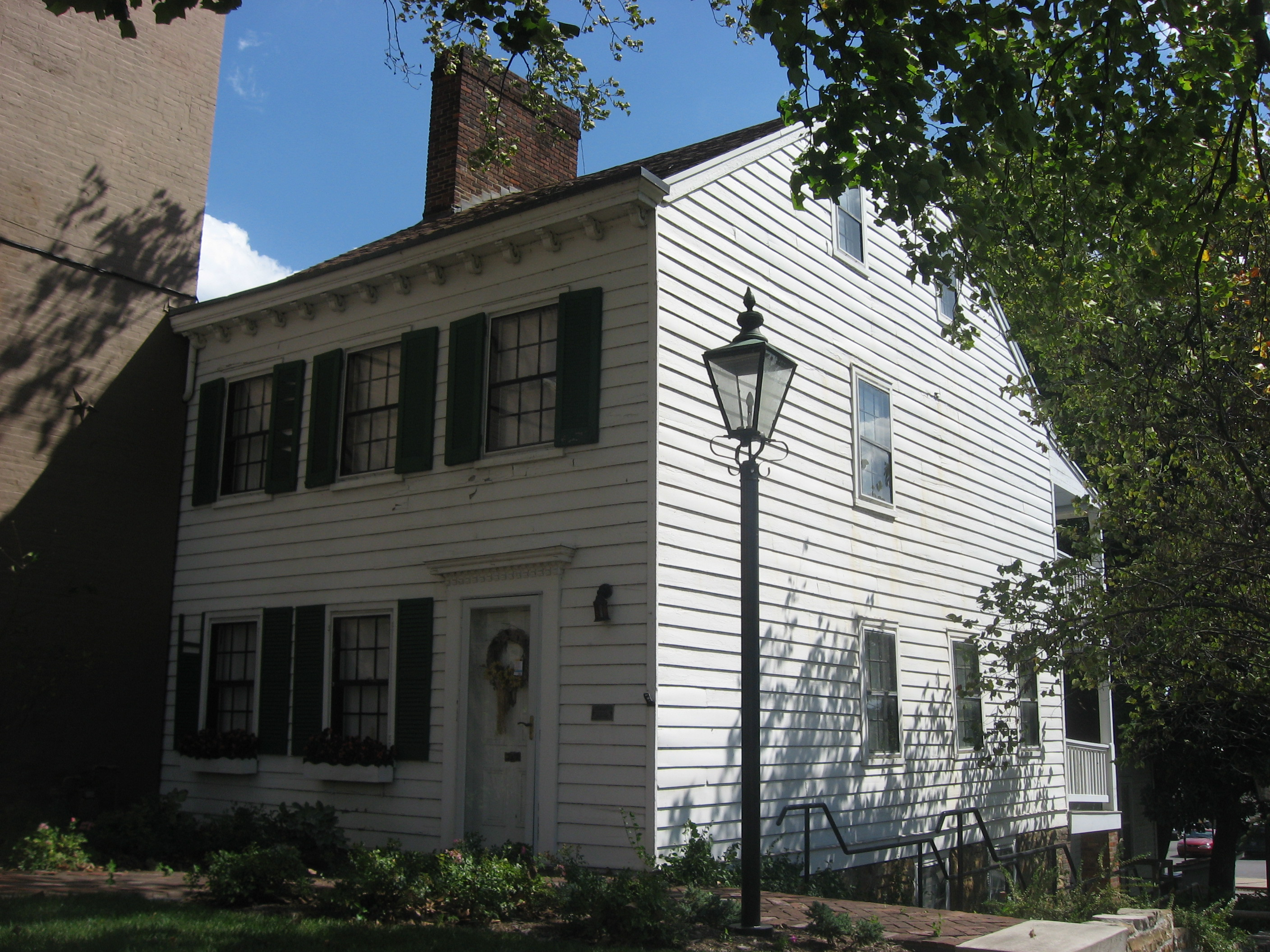
スクリブナー3兄弟の家。1977年に国家歴史登録財に指定された。

今日のニューオールバニ市があるこの地には、グレートプレーンズから現在ケンタッキー州がある地の塩場へとやってくるバッファローの群れの通り道があった。この獣道はやがて、ルイビルから西進してビンセンヌへと至る街道の基となった。独立戦争後、1787年の条例によって、この地を含む北西部領土がアメリカ合衆国に組み入れられた。やがて1813年、ジョエル、ナサニエル、およびアブナーのスクリブナー3兄弟がオハイオ川滝のすぐ下流のこの地に、交通の要衝として、また造船の拠点としての発展可能性を見出して入植し、彼らの故郷であるニューヨーク州の州都オールバニにちなんでニューオールバニと名付けた。この時に3兄弟が出した町の宣伝文は、以下のように記されていた。

This town is just laid out, with spacious streets, public squares, markets, etc. It is situated on the bank of the Ohio River, at the crossing place from Louisville to Vincennes, about two miles below the falls, in the Indiana Territory, and affords a beautiful and commodious harbor.  The beauty of the prospect is not surpassed by ANY in the Western country...

（訳）この町は出来立てほやほやで、道も、広場も、市場もみんな広々。インディアナ領土、ルイビルからビンセンヌへと向かう道がオハイオ川を渡った、そのほとりにあって、美しく大きな港もある。この眺めの良さ、もう西部のどこを以ってしてもかなわない...

インディアナが州に昇格した翌年、1817年には、ニューオールバニはクラーク郡内の町として法人化した。その翌々年、1819年にフロイド郡が創設されると、その郡庁がニューオールバニに置かれた。1839年には、ニューオールバニは市制を施行した。
初期から1850年代に至るまでのニューオールバニは造船で栄え、ペンシルベニア州ピッツバーグに次ぐ蒸気船建造隻数を誇った。また、船のボイラーやエンジン用の需要があったことから、鉄の鋳造も早くは1820年代から発展した。加えて、1847年には、ニューオールバニからセーラムへと至る鉄道（ニューオールバニ・アンド・セーラム鉄道、後のモノン鉄道）が開通した。1854年にはこの鉄道が州を縦断し、ミシガン湖畔のミシガンシティまで延伸された。この鉄道はニューオールバニにさらなる経済的発展をもたらしたのみならず、逃亡奴隷の移動手段としても使われた。1850年の国勢調査時点では、ニューオールバニは人口8,181人を抱え、州都インディアナポリス（8,091人）をしのぐ州最大の都市であった。南北戦争前には、100,000ドル（当時）以上の資産を持つインディアナ州の資産家のうち、その半数以上がニューオールバニに住んでいた。

### 南北戦争前後
自由州と奴隷州の境界線であったオハイオ川の、自由州側の河岸という立地から、南北戦争前夜のニューオールバニは、同様の立地条件であったシンシナティなどと同じく、南部からの逃亡奴隷にとっての「自由へのゲートウェイ」としての役割を果たした。市中心部、メイン・ストリートとイースト3rdストリートの南東角に、1852年に長老派の教会として建てられたタウン・クロック教会は、この時代には地下鉄道の「駅」として使われていた。南北戦争が終結した後、1889年にこの教会は黒人バプテスト教会に買い取られてセカンド・バプテスト教会と改称され、名実ともにアフリカ系の住民にとって心理面・物理面の両方で拠り所となっていった。

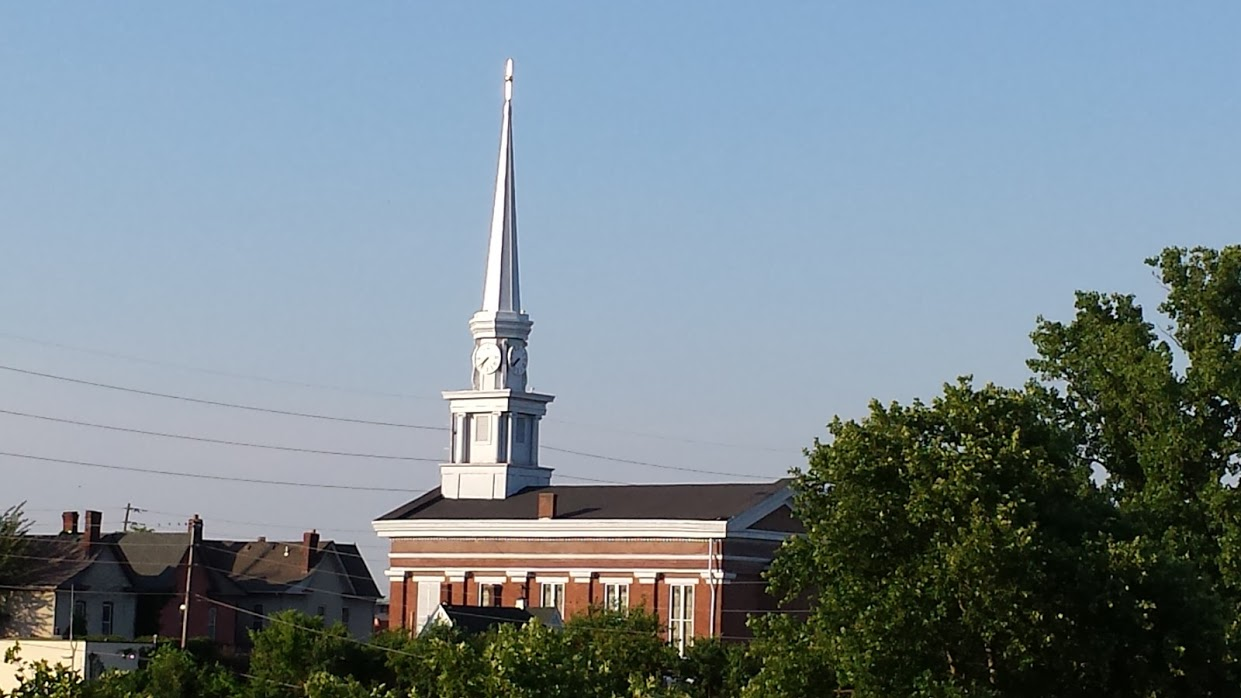
タウン・クロック教会

1857年にはフロイド郡フェアグラウンドが開設され、その翌々年、1859年にはここを会場としてインディアナ・ステート・フェアが開催された。南北戦争が開戦すると、フェアグラウンドは当時のインディアナ州兵長官の名を冠したキャンプ・ノーブルに転用され、地域の連隊の召集・訓練拠点となった。

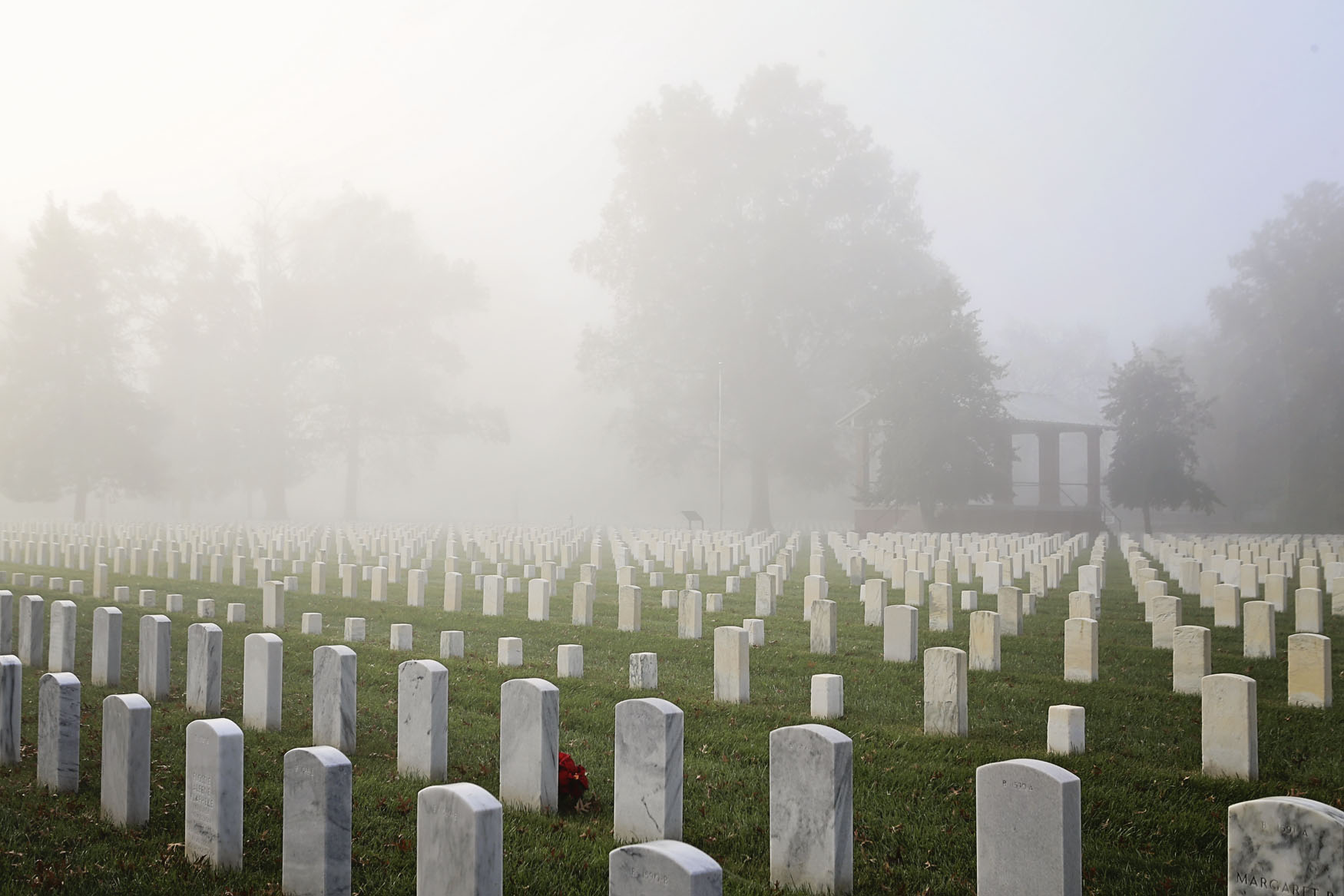
ニューオールバニ国立墓地。1999年に国家歴史登録罪に指定された。

南北戦争が開戦すると、ニューオールバニは南部で戦う北軍への戦略的な補給拠点、および負傷兵の治療拠点となった。1862年には、ニューオールバニ市内の病院で死去した負傷兵、およびキャンプ・ノーブルでの訓練中に死去した兵を収容する墓地として、当初全米14ヶ所に設置された国立墓地のうちの1つとなった、ニューオールバニ国立墓地が造られた。
1862年夏、トレド、シンシナティやシカゴでアフリカ系に対する暴力が相次いだが、ニューオールバニも例外では無かった。同年7月21日、アフリカ系と白人の喧嘩から暴動に発展し、3人のアフリカ系住民が殺害された。しかしその一方で、暴動の最中、メアリー・イスラエルという白人女性が、暴徒たちから逃れたアフリカ系の男性を自らの家にかくまい、その生命を救ったという美談も生まれた

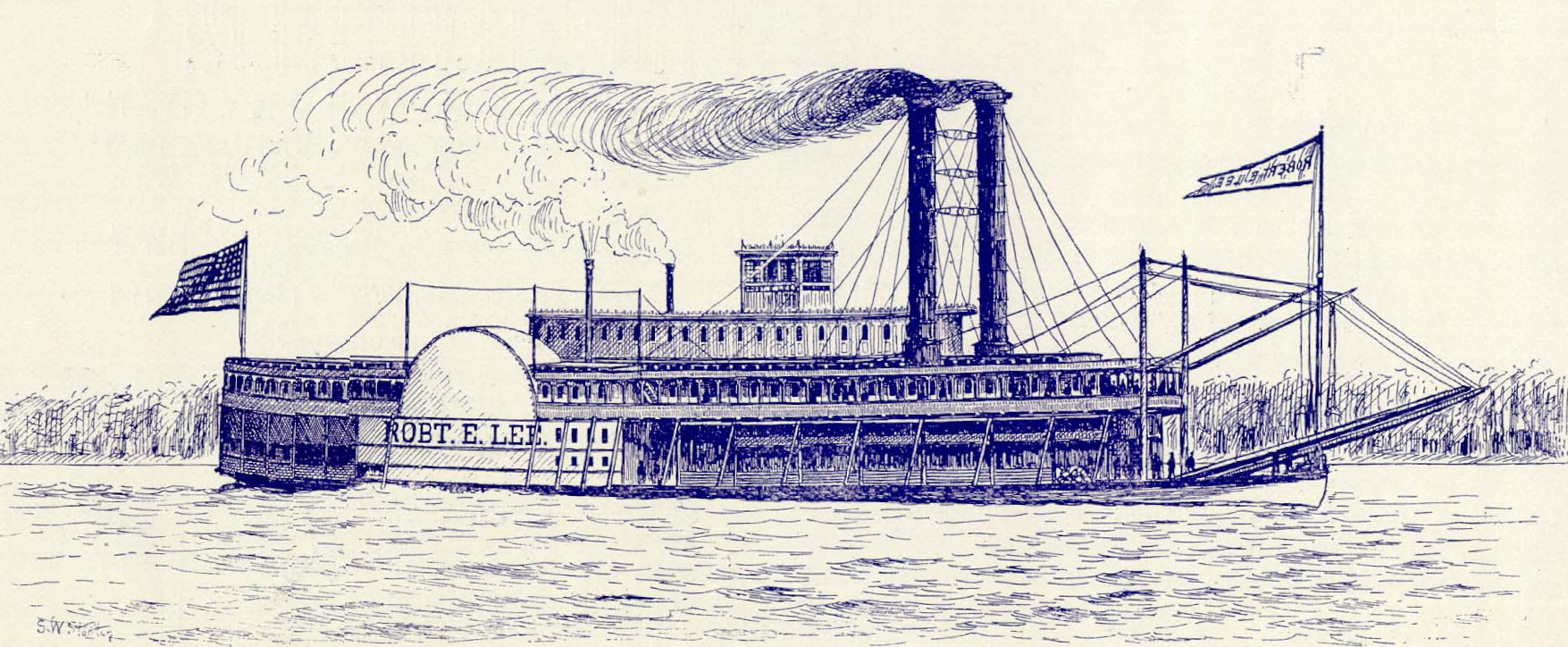
蒸気船ロバート・E・リー号

南北戦争の終戦直後、1866年には、ロバート・E・リーの名を冠した、蒸気船ロバート・E・リー号がニューオールバニで建造された。しかし、インディアナ州民の中には南軍の将軍にちなんだこの船名を嫌った者もいたため、この船はオハイオ川の対岸、ケンタッキー州側に停められた。1870年、この船はニューオーリンズからセントルイスへとミシシッピ川を上る蒸気船のレースに参加し、当時最速の蒸気船と言われたナチェズ号を破った。
しかし、南北戦争が終わると、それまでニューオールバニの地域経済を支えてきた造船の時代も、上記のロバート・E・リー号を最後に終わった。その一方で、ニューオールバニの鉄工所は、蒸気船から鉄道へとそのターゲット市場を移し、また鉄格子、釘、スパイクなどの鉄製品にも力を入れていくことで、さらなる発展を見せていくようになった。オハイオ川に架けられたペンシルベニア鉄道橋梁も、ニューオールバニで製造された大梁を用いて建設された。
南北戦争後のニューオールバニは文化的にも発展した。中でも1866年11月26日に開館したニューオールバニ音楽堂は、ニューオールバニにおける劇場の黄金時代を象徴するものとなった。「オペラ座」とも呼ばれたこの劇場は2,500席を有し、中西部全体でも最上の劇場の1つと謳われた。

### 20世紀以降

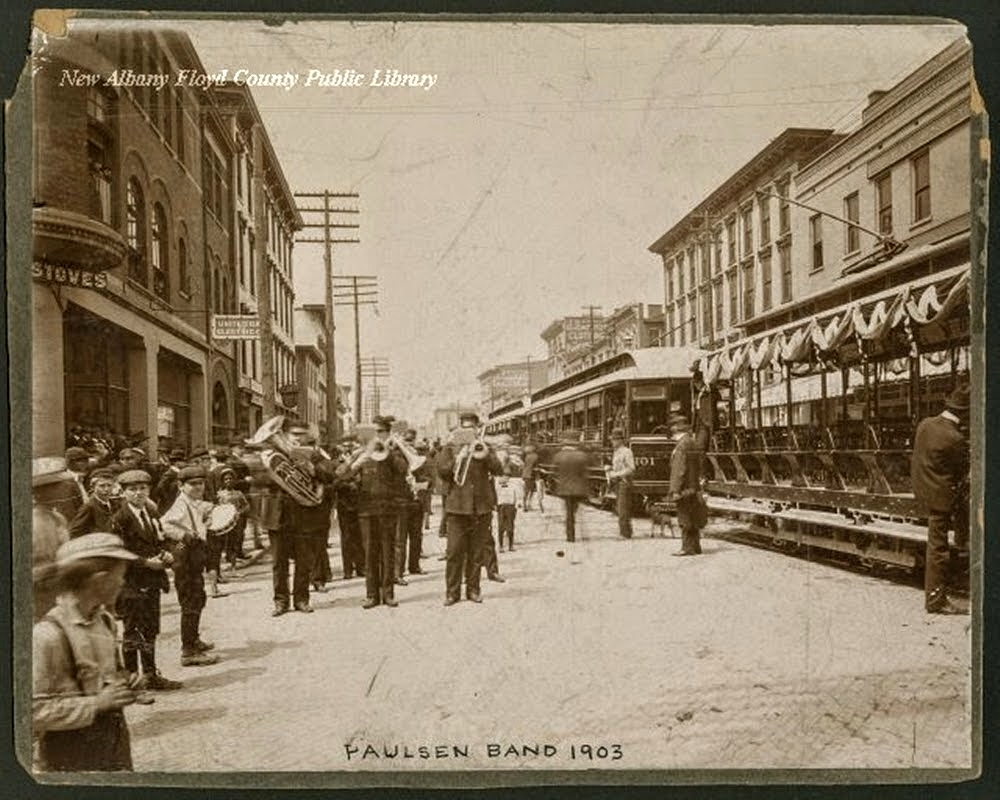
ジェファーソンビル行のインターアーバンの開業式典（1903年）

20世紀に入るとインターアーバンの時代になった。1907年には、インディアナポリスとルイビルを結ぶインディアナポリス・アンド・ルイビル・トラクション（後にインディアナ・パブリック・サービスを経てインディアナ鉄道の一部）が開通し、ニューオールバニにもその駅が設けられた。しかし、20世紀も中盤にさしかかると、自動車に押される形で姿を消していった。
19世紀中には発展した鉄工も、20世紀に入る頃には鋼に押されていくようになり、鉄道需要の伸びの鈍化も相まって、苦境に立たされていくようになった。そこに1929年の世界恐慌後の不況が追い打ちをかける形で、鉄工はニューオールバニから姿を消した。
文化面でも大きな変化が起こった。19世紀後半には黄金時代にあった劇場も、20世紀に入ると映画に押されていくようになった。1910年代には、ニューオールバニには次々と映画館が開業する中、劇場の黄金時代の象徴でもあった「オペラ座」ことニューオールバニ音楽堂は苦境に立たされ、1階で営業していた店舗のほかは閉館した。やがて1939年、ニューオールバニ音楽堂は焼失し、改修はされたものの、その後劇場としてその幕を開くことは二度と無かった。
1917年3月23日には竜巻がニューオールバニを直撃し、市は甚大な被害を受けた。この竜巻は45人の死者、数百人の重軽傷者を出し、300棟の家屋や建物を倒壊させ、2,500人の家を奪った。

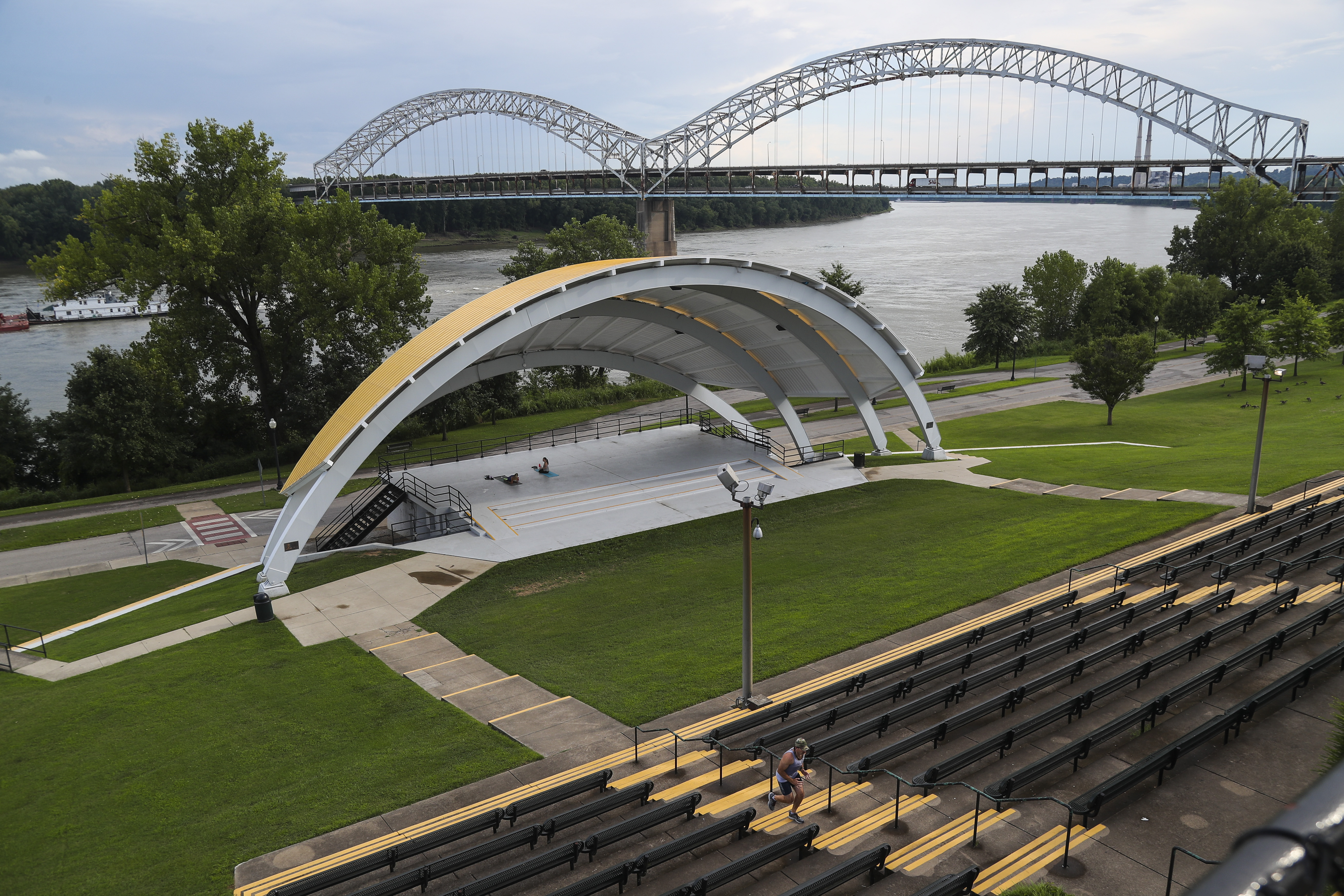
シャーマン・ミントン橋とオハイオ川河川敷の野外劇場（2020年）

ニューオールバニは有史以来幾度と無く洪水に見舞われてきたが、1937年の洪水は史上最悪のものであった。同年1月13-24日の12日間だけで、ルイビルと、ニューオールバニを含む周辺地域は15インチ（381mm）もの降雨を記録した。この大雨によって、ルイビルにおけるオハイオ川の水位は85.4フィート（26.0m）まで上がり、両岸に氾濫した。この洪水で家を失ったニューオールバニの住民は近隣の自治体や、遠くはシーモアやコロンバスまで避難した。その一方で、ニューオールバニ市内の学校は、（市内で下水が逆流したため）腸チフスの蔓延を防ぐための接種に追われる医師たちの待機場所となった。その後、この洪水を教訓として、ニューオールバニの河岸に堤防が設置された。
20世紀も後半に入ると全米各地で州間高速道路の建設が進められていったが、ニューオールバニにおいても、1961年にI-64が開通した。翌1962年8月には、I-64がオハイオ川を渡るシャーマン・ミントン橋が完成した。

## 地理

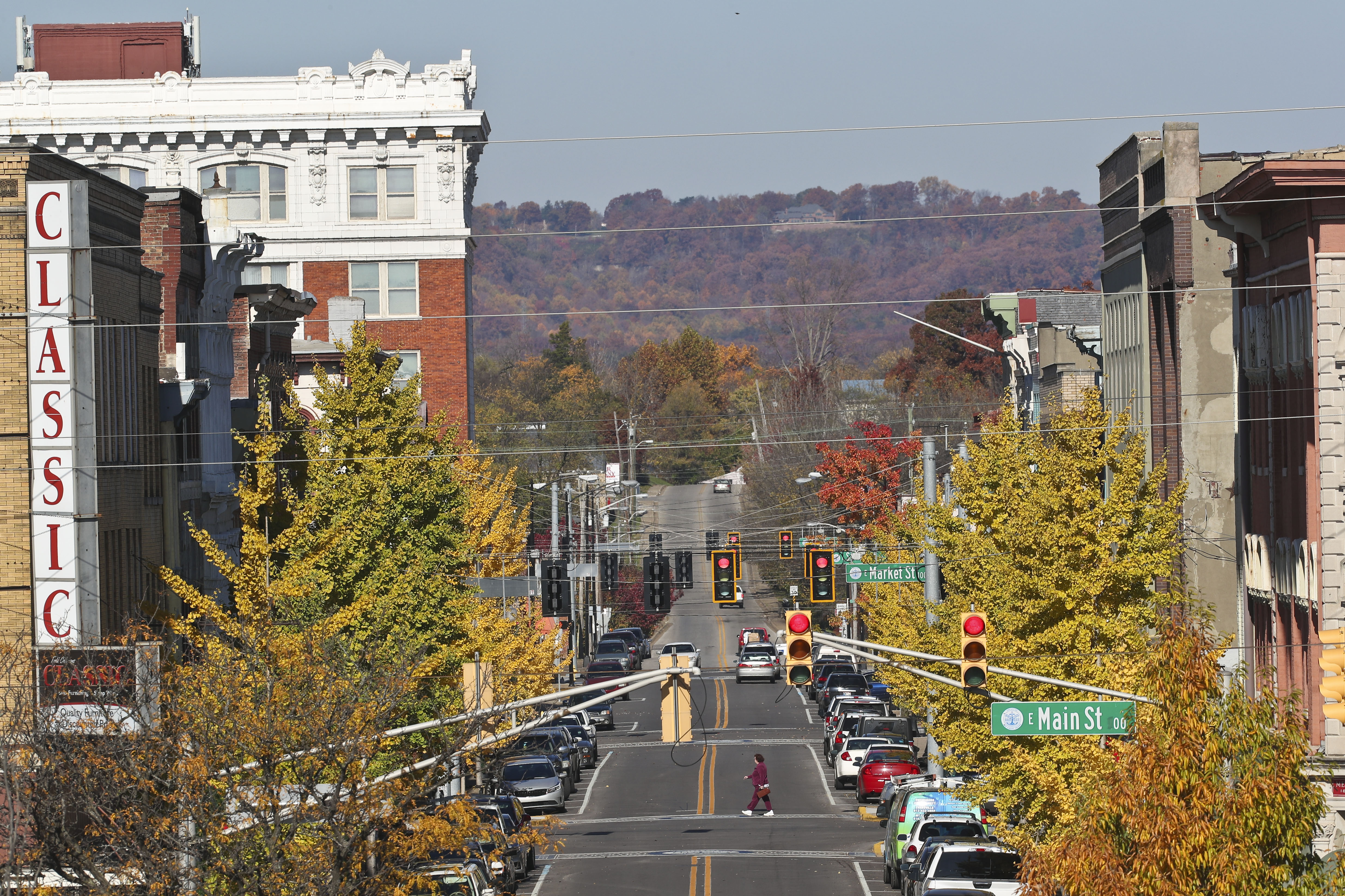
フロイズ・ノブズを背にした、市中心部のパール・ストリートの街並み

ニューオールバニは北緯38度17分0秒 西経85度49分23秒 / 北緯38.28333度 西経85.82306度に位置している。市はその南を流れ、ケンタッキー州との州境になっているオハイオ川を挟んでルイビルの対岸に位置し、同市の郊外都市となっている。東には同じくルイビルの郊外都市となっているクラークスビル町が隣接している。
アメリカ合衆国国勢調査局によると、ニューオールバニ市は総面積39.13km2（15.11mi2）である。そのうち38.69km2（14.94mi2）が陸地で0.44km2（0.17mi2）が水域である。総面積の1.13%が水域となっている。市中心部の標高は137mである。 市の北西にはフロイズ・ノブズ（Floyds Knobs）と呼ばれる、標高約240-280m（中心部からの比高100-140m）前後の丘が連なっている。

### 都市概観と建築物

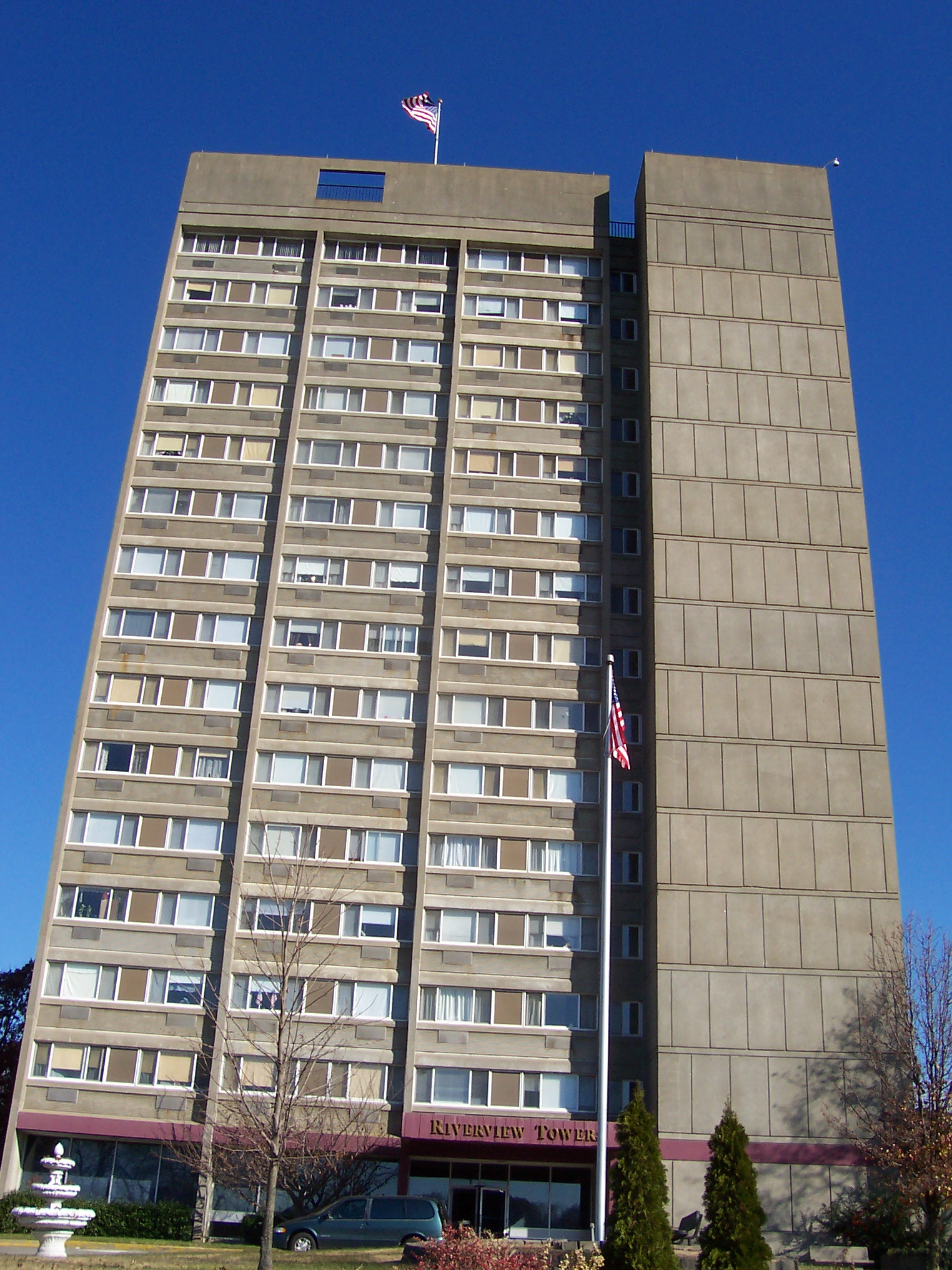
リバービューズ・タワー（2008年）

市中心部の街路は整然と区画されている。オハイオ川の流路と平行に、東北東-西南西に通る通りは、オハイオ川に最も近い通りがメイン・ストリートになっており、ステート・ストリートを境に東（E）と西（W）に分かれている。オハイオ川の流路と垂直に、南南東-北北西に通る通りは、ステート・ストリートを中心にして、この通りから離れるほど大きくなる番号のついた通りが東西ともにいくつかある。
市中心部で最も高い建物は、I-64のインターチェンジの側、東をウェスト1stストリート、西をスクリブナー・ドライブ、南をエルム・ストリート、北をオーク・ストリートに囲まれたブロックに1974年に建てられた、リバービューズ・タワーという高層アパートで、15階建て、高さ55.5mである。しかし、このアパートは2018年に起きた火災が元で住民が激減し、2022年中に取り壊される予定になっている。

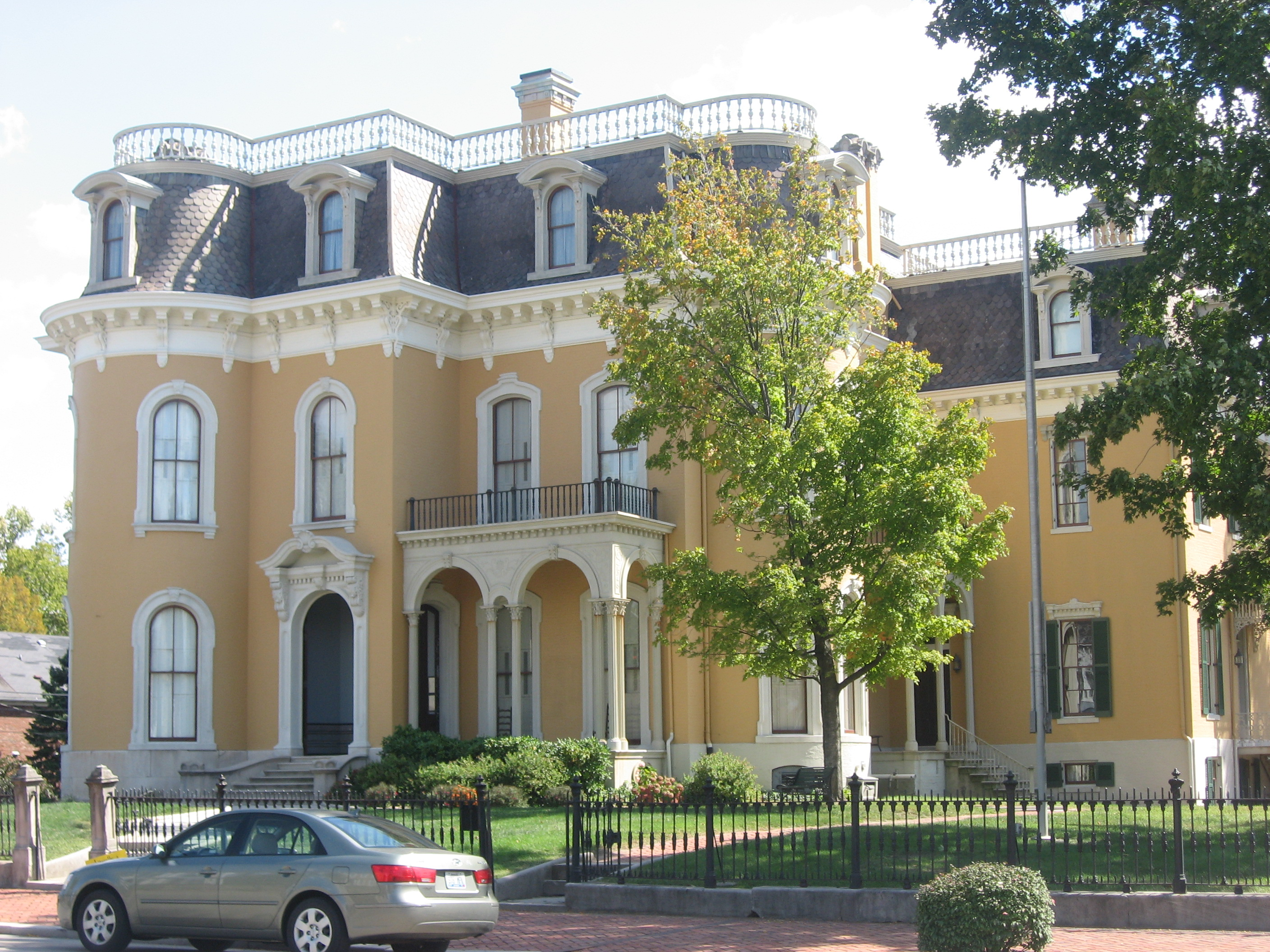
カルバートソン邸

市中心部には市の創設者であるスクリブナー3兄弟の家をはじめとする歴史的な建築物も数多く建っており、その全体がニューオールバニ・ダウンタウン歴史地区として1999年に国家歴史登録財に指定されている。また、市中心部の東側、メイン・ストリート沿いには、19世紀中盤から20世紀初頭にかけて建てられた豪邸が建ち並んでおり、1983年にマンション・ロウ歴史地区として国家歴史登録財に指定されている。この地区に建つ豪邸のうちの1軒、1867年に第二帝政期建築様式で建てられた地元実業家ウィリアム・カルバートソンの邸宅は、地区に先駆けて1974年に単体で国家歴史登録財に指定されているほか、インディアナ州の史跡にも指定されている。

## 政治

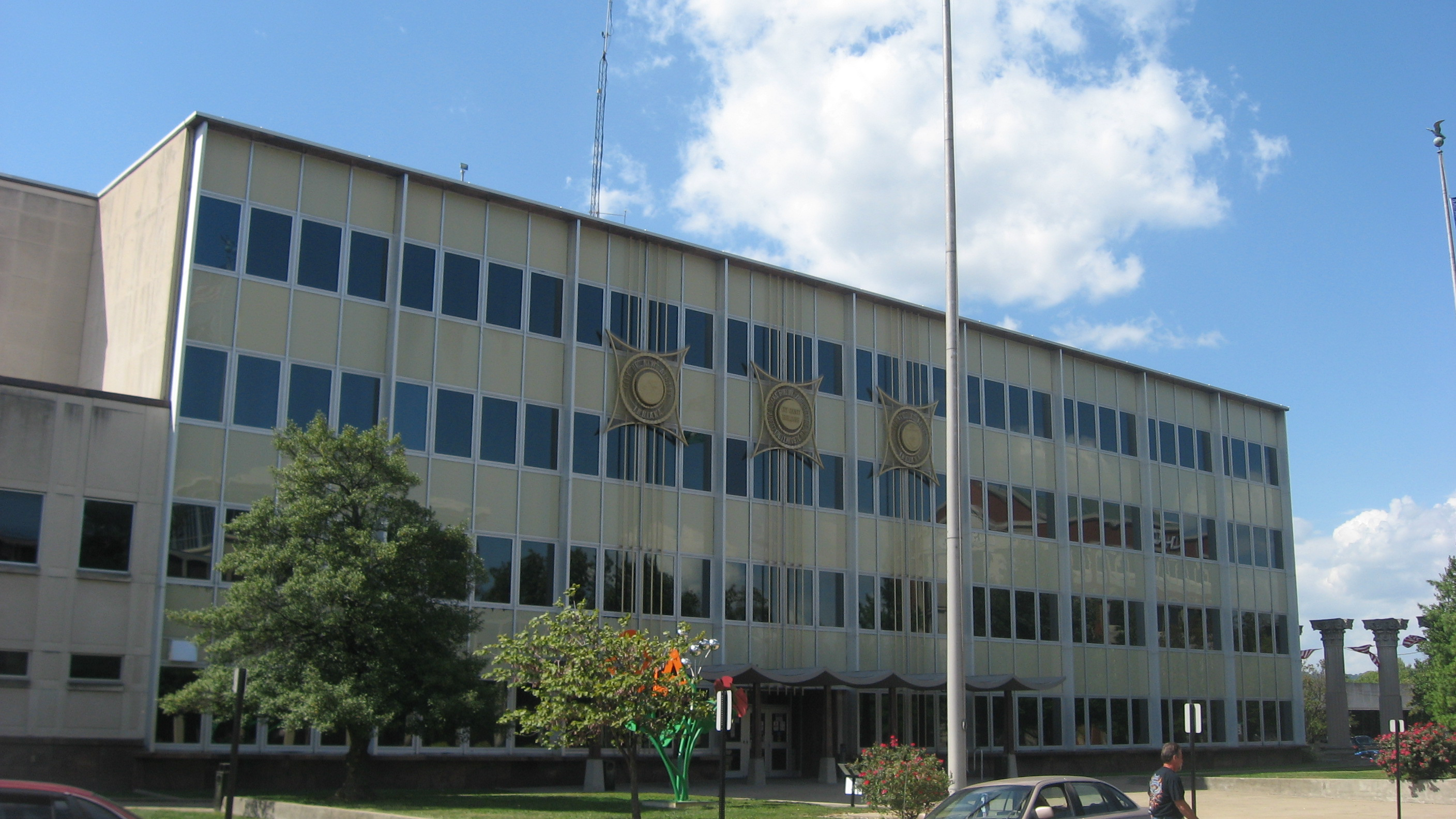
ニューオールバニ市・フロイド郡合同庁舎

ニューオールバニは市長制を採っている。市の立法機関である市議会は9人の議員から成っている。9人の市議員のうち、6人は市を6つに分けた小選挙区から1人ずつ選出され、残り3人が全市から選出される。

## 交通
ニューオールバニを含むルイビル都市圏の玄関口となる商業空港は、ルイビルのダウンタウンから南へ約7.5kmに立地するルイビル・モハメド・アリ国際空港（旧称: ルイビル国際空港、IATA: SDF）である。この空港には全米（太平洋岸北西部を除く）30空港以上からの直行便が発着している。加えて、同空港はユナイテッド・パーセル・サービス（UPS）社内で「ワールドポート」と呼ばれる、同社最大のハブを有しており、世界でも有数の貨物取扱量を誇る。
州間高速道路I-64は市を北西-南東に横切っている。I-64は西へはエバンズビル都市圏北部を通ってミズーリ州セントルイス方面へ、また東へはルイビルのダウンタウンを通ってレキシントン方面へと通じている。ルイビルのダウンタウン北東端では、I-64は南北の幹線であるI-65、およびI-71と交わる。また、ニューオールバニの北西および北を通るI-265は、I-65の支線で、ルイビルの二重環状線のうち外側を通っているものである。
ルイビルの公共交通機関であるリバー・シティ交通局（Transit Authority of River City、TARC）の路線バス網は28系統を有しているが、そのうちの1系統、#71がニューオールバニ市内で運行されている。同系統はインディアナ大学サウスイースト校キャンパスからニューオールバニ市域を縦断し、オハイオ川を渡ってルイビルのダウンタウンを通り、再度オハイオ川を渡ってジェファーソンビルへと向かうルートになっている。

## 教育

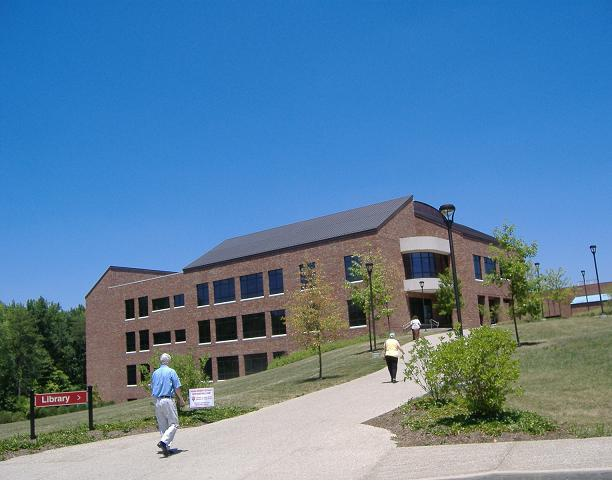
インディアナ大学サウスイースト校

インディアナ大学サウスイースト校は市の北端に180エーカー（728,000m2）のキャンパスを構えている。同学は1941年に創立した、インディアナ大学システムの一角を成す、地域密着型の州立総合大学である。同学は人文科学、社会科学、自然科学、経営学、教育学,、および看護学の6つの学部を有し、学部・大学院あわせて180以上の専攻プログラムを提供し、また履修証明も発行している。また、このインディアナ大学サウスイースト校のキャンパス内には、グレータールイビル日本語補習校も置かれている。
ニューオールバニにおけるK-12課程はニューオールバニ・フロイド郡統合学区（New Albany-Floyd County Consolidated School Corporation、NAFCS）の管轄下にある公立学校によって主に支えられている。同学区は就学前教育校1校（CA早期学習センター）、小学校（幼稚園・1-4年生）9校、中学校（5-8年生）3校、高校（9-12年生）2校を有し、約12,000人の児童・生徒を抱えている。そのうち、ニューオールバニ市域内にはCA早期学習センター、小学校6校、中学校2校、高校1校（ニューオールバニ高校）が置かれている。加えて、カトリックのインディアナポリス大司教区は、ニューオールバニに小中一貫校（就学前・幼稚園・1-8年生）の聖家族学校を置いている。また、ルイビル都市圏に3校のキリスト教系学校を有するクリスチャン・アカデミー・システムは、そのうちの1校、小中高一貫（就学前・幼稚園・1-12年生）のインディアナ校をニューオールバニに置いている。

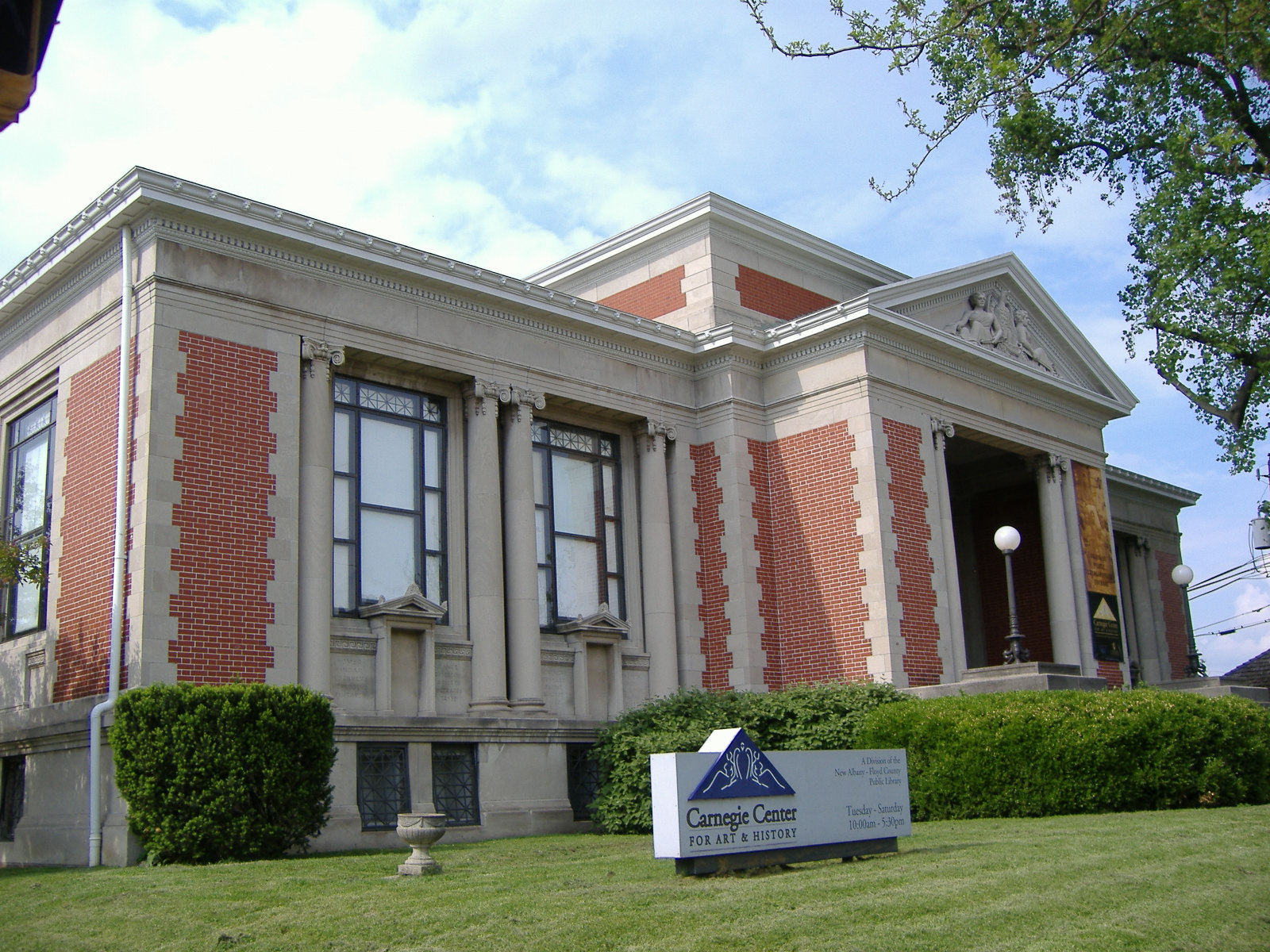
ニューオールバニの旧カーネギー図書館（現: カーネギー芸術歴史センター）。ニューオールバニ・ダウンタウン歴史地区の構成物件の1つでもある。

ニューオールバニ最初の図書館は1855年に開館した。1904年に市中心部のスプリング・ストリートとバンク・ストリートの北東角に建てられたカーネギー図書館は、ニューオールバニの図書館としては4代目となるものであった。これも手狭になったため、1969年に現在の図書館がカーネギー図書館の西南西4ブロック、スプリング・ストリートとスクリブナー・ドライブの北東角に建てられた。カーネギー図書館は1971年に、フロイド郡博物館（現: カーネギー芸術歴史センター）に転用された。

## 文化

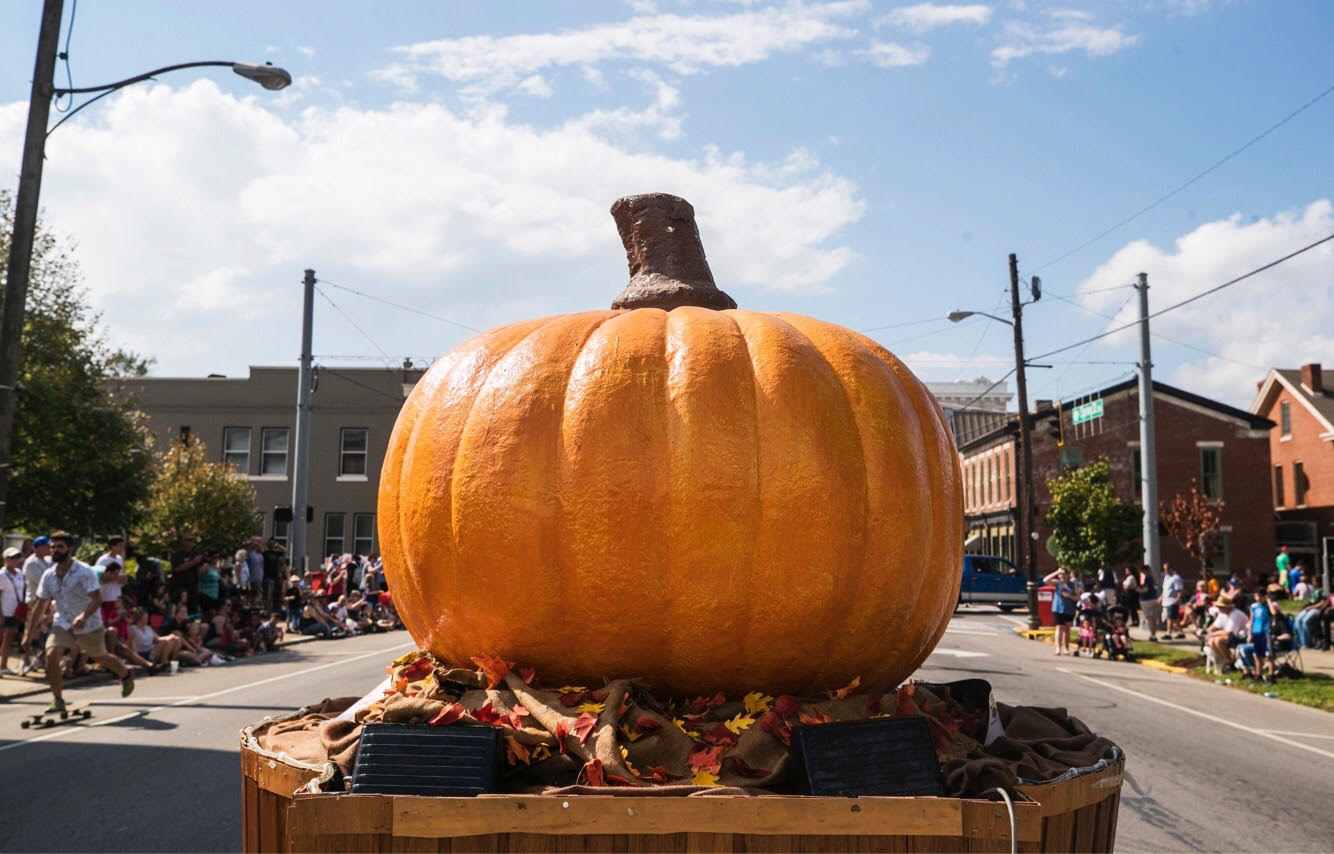
ハーベスト・ホームカミング（2018年）

毎年10月第2週末、木曜日から日曜日にかけての4日間には、ニューオールバニの中心部でハーベスト・ホームカミングというイベントが開かれる。このイベントは1968年にカボチャの収穫祭として始まったもので、現在では毎年数十万人を動員する、南インディアナの一大イベントとなっている。会期中にはマーケット・ストリート、バンク・ストリート、およびパール・ストリート沿いに150軒を超える出店が並び、飲食物や土産物、子供連れ向けのアトラクションなどが提供される。また、ライド・アトラクションも設置される。

## 人口推移
以下にニューオールバニ市における1830年から2020年までの人口推移をグラフおよび表で示す。ルイビル・ジェファーソン郡都市圏、およびルイビル・ジェファーソン郡・エリザベスタウン・バーズタウン広域都市圏全体の人口については、ルイビル (ケンタッキー州)#都市圏を参照のこと。
| 統計年 | 人口     |
| ------ | -------- |
| 1830年 | 2,079人  |
| 1840年 | 4,226人  |
| 1850年 | 8,181人  |
| 1860年 | 12,647人 |
| 1870年 | 15,396人 |
| 1880年 | 16,423人 |
| 1890年 | 21,059人 |
| 1900年 | 20,628人 |
| 1910年 | 20,629人 |
| 1920年 | 22,992人 |
| 1930年 | 25,819人 |
| 1940年 | 25,414人 |
| 1950年 | 29,346人 |
| 1960年 | 37,812人 |
| 1970年 | 38,402人 |
| 1980年 | 37,103人 |
| 1990年 | 36,322人 |
| 2000年 | 37,603人 |
| 2010年 | 36,372人 |
| 2020年 | 37,841人 |

## 註
1. ↑  Beilman, Elizabeth. Tourism bureau says goodnight to 'Sunny Side' brand. Jeffersonville, Indiana: News and Tribune. 2016年9月3日. 2021年10月25日閲覧.
2. ↑  Home. Clark-Floyd Counties Convention-Tourism Bureau. 2021年10月25日閲覧.
3. ↑  QuickFacts: New Albany city, Indiana. U.S. Census Bureau. 2020年.
4. 1 2 3 4 5  INDIANA - Floyd County. National Register of Historic Places. 2021年10月27日閲覧.
5. 1 2 3 4  Neel, Dan. New Albany History. Explore New Albany. 2021年11月3日閲覧.
6. 1 2  Neel, Dan. Early Development of New Albany. Explore New Albany. 2021年11月3日閲覧.
7. 1 2 3  Neel, Dan. Iron Working in New Albany. Explore New Albany. 2021年11月3日閲覧.
8. ↑  New Albany and Salem Railroad (The Monon). Historical Bureau, State of Indiana. 2021年11月3日閲覧.
9. ↑  Table 8. Population of the 100 Largest Urban Places: 1850. U.S. Bureau of the Census. 1998年6月15日.
10. ↑  Miller, Harold. "Industrial Development of New Albany, Indiana". p.48. Economic Geography. 1938年1月.
11. ↑  Town Clock Church of New Albany, History of the Town Clock Church. Friends of the Town Clock Church. 2021年11月3日閲覧.
12. ↑  Old Floyd County Fairgrounds / Camp Noble. Floyd County Historical Society. 2021年11月3日閲覧.
13. ↑  New Albany National Cemetery: New Albany, Indiana. National Park Service. 2021年11月3日閲覧.
14. ↑  Johnston, Courtney. This Town In Indiana Has A Dark And Evil History That Will Never Be Forgotten. Only in Your State. Leaf Group Lifestyle. 2016年6月24日. 2021年11月3日閲覧.
15. ↑  Neel, Dan. The Legend of the Robert E. Lee. Explore New Albany. 2021年11月3日閲覧.
16. 1 2  Neel, Dan. Live Theater in New Albany. Explore New Albany. 2021年11月3日閲覧.
17. ↑  Neel, Dan. The Interurban to Indianapolis. Explore New Albany. 2021年11月3日閲覧.
18. ↑  New Albany Tornado 1917. Historical Bureau, State of Indiana. 2021年11月3日閲覧.
19. ↑  The Great Flood of 1937. National Weather Service. 2021年11月3日閲覧.
20. ↑  Neel, Dan. The Floods. Explore New Albany. 2021年11月3日閲覧.
21. ↑  About the Bridge. Sherman Minton Renewal. Department of Transportation, State of Indiana. 2021年11月3日閲覧.
22. ↑  Riverview Tower. Emporis. 2021年10月27日閲覧.
23. ↑  Ragsdale, Travis. New Albany to demolish Riverview Tower in 2022. Louisville, Kentucky: WDRB. 2021年5月23日. 2021年10月27日閲覧.
24. ↑  Mansion Row Historic District. New Albany Historic Preservation Commission. 2021年10月27日閲覧.
25. ↑  Culbertson Mansion. Indiana State Museum and Historic Sites. 2021年10月27日閲覧.
26. ↑  City Council. City of New Albany. 2021年10月27日閲覧.
27. ↑  Louisville Muhammad Ali Int'l. Airport Master Record. Federal Aviation Administration. 2021年10月7日. 2021年10月27日閲覧.
28. ↑  Destinations. Louisville Muhammad Ali International Airport. 2021年10月27日閲覧.
29. ↑  The World's Busiest Cargo Airports: 2021 Edition. Information Design One. 2021年10月27日閲覧.
30. ↑  Maps and Schedule, Full System Map. Transit Authority of River City. 2021年1月. 2021年10月27日閲覧.
31. ↑  Indiana University Southeast. U.S. News & World Report. 2021年10月27日閲覧
32. ↑  About IU Southeast. Indiana University Southeast. 2021年10月27日閲覧.
33. ↑  Schools, Degrees and Majors. Indiana University Southeast. 2021年10月27日閲覧.
34. ↑  アクセス. グレータールイビル日本語補習校. 2021年10月27日閲覧.
35. 1 2  New Albany-Floyd County Con School. U.S. News & World Report. 2021年10月27日閲覧.
36. ↑  About, Our Schools. New Albany-Floyd County Consolidated School Corporation. 2021年10月27日閲覧.
37. ↑  Elementary Schools. Archdiocese of Indianapolis. 2021年10月27日閲覧.
38. ↑  System Home. Louisville, Kentucky: Christian Academy School System. 2021年10月27日閲覧.
39. ↑  About. Floyd County Library. 2021年10月27日閲覧.
40. ↑  About. Carnegie Center for Art and History. 2021年10月27日閲覧.
41. ↑  About Harvest Homecoming. Harvest Homecoming. 2021年10月28日閲覧.
42. ↑  Large crowds expected for return of New Albany's Harvest Homecoming. Louisville, Kentucky: WDRB. 2021年10月6日. 2021年10月28日閲覧.
43. ↑  Stone, Matt. 'Excited to be back': Harvest Homecoming festival returns to Southern Indiana. Louisville, Kentucky: The Courier-Journal. 2021年10月8日. 2021年10月28日閲覧.
44. ↑  Gibson, Campbell. Population of the 100 Largest Cities and Other Urban Places in the United States: 1790 to 1990. US Census Bureau. 1998年6月.

## 推奨文献
- Barksdale, David C. and Gregory A. Sekula. Historic Homes of New Albany, Indiana. Charleston, South Carolina: History Press. 2015年. ISBN 978-1467117739.
- Lipin, Lawrence M. Producers, Proletarians, and Politicians: Workers and Party Politics in Evansville and New Albany, Indiana, 1850-87. Urbana, Illinois: University of Illinois Press. 1994年. ISBN 978-0252020193.